# New Scientist
New Scientist è un settimanale di divulgazione scientifica pubblicato in lingua inglese.
New Scientist è pubblicato in tre differenti edizioni: inglese, una statunitense e una australiana. La redazione ha sede a Londra. Al contrario di riviste scientifiche come "Nature" e "Science", questo periodico non pubblica articoli scientifici valutati attraverso peer review, ma notizie, approfondimenti e dibattiti su molti aspetti della ricerca scientifica. Un'edizione di New Scientist in lingua italiana è apparsa con frequenza mensile dall'aprile 1998 (numero 1) al dicembre 1998 (numero 9) edito dall'editore Asterios Delithanassis diTrieste.